# Comunidade de aglomeração
Comunidade de Aglomeração (Francês: communauté d'agglomération) é um estabelecimento público de cooperação intermunicipal (EPCI) francês com sistema fiscal próprio, que busca uma importante integração das comunas associadas.
«É definida como: […] um estabelecimento público de cooperação intermunicipal que agrupa várias comunas formando, na data de sua criação, um grupo integrado de mais de 50.000 habitantes e sem enclave, ao redor de uma ou mais comunas com mais de 15.000 habitantes. O limite demográfico de 15.000 não se aplica  a uma comunidade de aglomeração que abrange a capital de um departamento ou o município mais importante do departamento. O limite demográfico de 50.000 é reduzido à 30.000 habitantes quando a comunidade de aglomeração engloba a capital de um departamento.» »
— Início do artigo L 5216-1 do Código geral dos governos locais.
Tanto para a população quanto para o grau de cooperação, ela se encontra em um nível intermediário entre a comunidade de comunas e a comunidade urbana (frança).

## História
Embora os sindicatos de comunas existissem desde 1890 e os sindicatos intermunicipais polivalentes (Francês: syndicats intercommunaux à vocation multiple) desde 5 de janeiro de 1959, foi apenas em 1992 que um novo projeto de intermunicipalidade com liberdade de negociação contratual e a livre associação de comunas. A lei de associação de 6 de janeiro de 1992 criou duas novas duas categorias de EPCI com impostos próprios: as comunidades de comunas e as comunidades de cidades.
A lei de fortalecimento e  simplificação de 12 de julho de 1999 (Lei Chevènement) contribuiu para a aceleração de novas estruturas. Ela removeu os distritos e as comunidades de cidades. Estes não eram tão bem sucedidos quanto o esperado: apenas cinco comunidades de cidades haviam sido criadas desde 1992. A Lei Chevènement também criou uma nova categoria de EPCI com seus próprios impostos, a comunidade de aglomeração, reservada a grupos de mais de 50.000 habitantes e reorienta as comunidades urbanas mais importantes: 500 mil habitantes no lugar dos 200.000 anteriores. Por fim, ela amplia os poderes das comunidades de comunas. 
Seu projeto é modificado, assim como o de todas as comunidades, pela lei n°2010-1563 de 16 de dezembro de 2010 de reforma dos governos locais, que marcou a eleição dos conselheiros comunitários  das comunas de mais de 3500 habitantes a partir da eleição municipal de 2014. A lei também torna mais flexíveis as condições demográficas de criação das comunas de aglomeração, reduzindo a cota mínima de 50.000 para 30.000 habitantes quando se engloba uma capital de departamento.

## Recenseamento
A evolução do número de agrupamento de comunidades desde 2002:
|                                      | 2002       | 2003       | 2004       | 2005       | 2006       | 2007       | 2008       | 2009       | 2010       | 2011       | 2012       | 2013       | 2014       | 2015       |
| ------------------------------------ | ---------- | ---------- | ---------- | ---------- | ---------- | ---------- | ---------- | ---------- | ---------- | ---------- | ---------- | ---------- | ---------- | ---------- |
| Número de comunidades de agrupamento | 120        | 143        | 155        | 162        | 164        | 169        | 171        | 174        | 181        | 191        | 202        | 213        | 222        | 226        |
| Número de comunas agrupadas          | 2 015      | 2 441      | 2 632      | 2 753      | 2 788      | 2 946      | 3 003      | 2 983      | 3 107      | 3 290      | 3 600      | 4 118      | 4 851      | 4 744      |
| População agrupada                   | 15 957 444 | 18 250 455 | 19 712 128 | 20 397 780 | 20 679 874 | 21 173 675 | 21 377 932 | 21 016 706 | 22 472 555 | 23 379 003 | 24 109 018 | 25 541 907 | 27 136 257 | 25 889 681 |

## Criação
As comunas relevantes e os prefeitos de departamentos podem criar uma agrupamento de comunidade   se o critério de continuidade espacial (sem enclaves) e se o conjunto territorial corresponder a um dos seguintes fatores:
- Ter um mínimo de 50.000 habitantes
- Ter um mínimo de 30.000 habitantes e incluir o município mais populoso do departamento. (disponível de modo experimental por um período máximo de 3 anos) .
- Ter ao menos 25.000 habitantes ao redor de um município com mais 15.000. ( disponível de modo experimental por um período máximo de 3 anos e só diz respeito ao municípios costeiros de acordo com o artigo L. 321-2 do código Ambiental).

O artigo L. 5111-3 do código geral dos governos locais especificou que estas condições não são necessárias que surgiram da transformação de um EPCI com sistema fiscal próprio na data de criação da lei (distritos, comunidades de comunas ou comunidades de cidades). Por exemplo, a criação de uma das primeiras, a comunidade de aglomeração de Pays de Flers,(janeiro de 1994), não satisfazia a primeira condição, já que tinha menos de 50.000 habitantes até 2017.

## Funcionamento
A comunidade de aglomeração é gerida por um conselho comunitário  ou conselho de comunidade, composto por conselheiros municipais das comunas membras
Até as eleições municipais de 2014, os conselheiros comunitários eram conselheiros municipais eleitos por cada conselho municipal das comunas membras da comunidade. Esse sistema era criticado, dada a importância dos poderes dados, e a falta de debate sobre essas politicas em razão da eleição dos conselheiros comunitários por voto indireto. Assim, por unanimidade, os presidentes das comunidades votaram, durante os dias comunitários de Estrasburgo em 2007, pela eleição por voto direto e universal a partir de 2014, a fim de fortalecer a legitimidade das comunidades e sua transparência operacional.
A lei n° 2010-1563 de 16 de dezembro de 2010, reformou as coletividades territoriais definindo que os conselheiros comunitários das comunas com mais de 3.500 habitantes serão eleitos por voto direto universal, os representantes da comunas menores permanecerão sendo eleitos pelos conselhos municipais. Essas normas foram modificadas pela lei de 17 de maio de 2013, que definiu o seguinte regimento:
Começando nas eleições municipais de 2014, cada comuna é representada no conselho comunitário por um número de representantes levando em consideração sua população, definido pelos artigos L. 5211-6-1 e L. 5211-6-2 do código geral das coletividades territoriais:
- Comunas com menos de 1.000 habitantes: Os representantes da comuna no conselho comunitário são os membros do conselho municipal designados de acordo com a ordem de tabela[9]. Não há , portanto, eleição direta de seus representantes ao conselho de intercomunidade de que são membros, mas dependendo do número de representantes atribuídos à comuna, o prefeito, vice-prefeitos e eventualmente conselheiros municipais são membros , por direito , do conselho comunitário
- Comunas com mais de 1.000 habitantes: Os conselheiros comunitários são eleitos nas eleições municipais, as mesmo tempo e na mesma lista que os conselheiros municipais.  Nas cédulas de voto das comunas, a lista dos candidatos para conselheiros municipais está localizada do lado esquerdo, e a lista de candidatos do conselho comunitário do lado direito[10].

## Recursos
Os recursos das comunidades de agrupamento são:
- Os impostos diretos e as taxas assimiladas, incluindo a TPU ( Taxa Profissional Única), todo o conjunto mencionado nos artigos C-H e 1609 -H D do código geral dos impostos.
- Receitas de seus bens móveis e imóveis.
- As verbas que recebe das administrações públicas, associações, indivíduos em troca de um serviço prestado.
- As dotações, subvenções e contribuições da União Europeia, do Estado, de várias autoridades coletividades territoriais e outras instituições.
- O produto de doações e legados.
- O produto de impostos, taxas e contribuições correspondentes  aos serviços prestados, especialmente saneamento e lixo doméstico.
- O produto do pagamento voltado aos transportes públicos previsto no artigo L. 2333-64 do código das coletividades territoriais.
- As receitas de empréstimos.

Observa-se que, de 1999 a 2009, o principal recurso das comunidades de aglomeração era o imposto profissional (sobre empresas), cuja taxa se tornaria única no seu território, depois de um período transitório- chamado de nivelamento- por alguns anos. Desde de a implementação da contribuição econômica territorial em 2011 (2010 sendo um ano de transição com regime especial), as comunidades de aglomeração recebem uma parte da contribuição imobiliária de empresas e a contribuição sobre o valor agregado das empresas.